# Bảo tàng Khoáng vật học Kazimierz Maślankiewicz ở Wrocław
Bảo tàng Khoáng vật học Kazimierz Maślankiewicz ở Wrocław (tiếng Ba Lan: Muzeum Mineralogiczne im. Kazimierza Maślankiewicza we Wrocławiu) là một bảo tàng tọa lạc tại số 30 Phố Cybulskiego, 50-205 Wrocław, Ba Lan. Bảo tàng còn có một chi nhánh ở số 22 Phố Kuźnicza. Bảo tàng Khoáng vật học Kazimierz Maślankiewicz ở Wrocław là một đơn vị của Viện Khoa học Địa chất của Đại học Wrocław.

## Lịch sử
Bảo tàng Khoáng vật học Kazimierz Maślankiewicz ở Wrocław chính thức được thành lập vào tháng 6 năm 1966. Năm 1985, Bảo tàng được đặt theo tên của người sáng lập. Mười năm sau, một chi nhánh của Bảo tàng được khánh thành tại tòa nhà ở số 22 Phố Kuźnicza.

## Triển lãm
Bộ sưu tập của Bảo tàng Khoáng vật học Kazimierz Maślankiewicz ở Wrocław hiện đang bao gồm hơn 30.000 mẫu vật khoáng sản và hơn 1.000 mẫu vật đá, khoảng một nửa trong số đó là mẫu vật từ Ba Lan. Khoảng 60% các vật triển lãm đến từ bộ sưu tập thời hậu Đức, số còn lại thu thập được sau năm 1945.

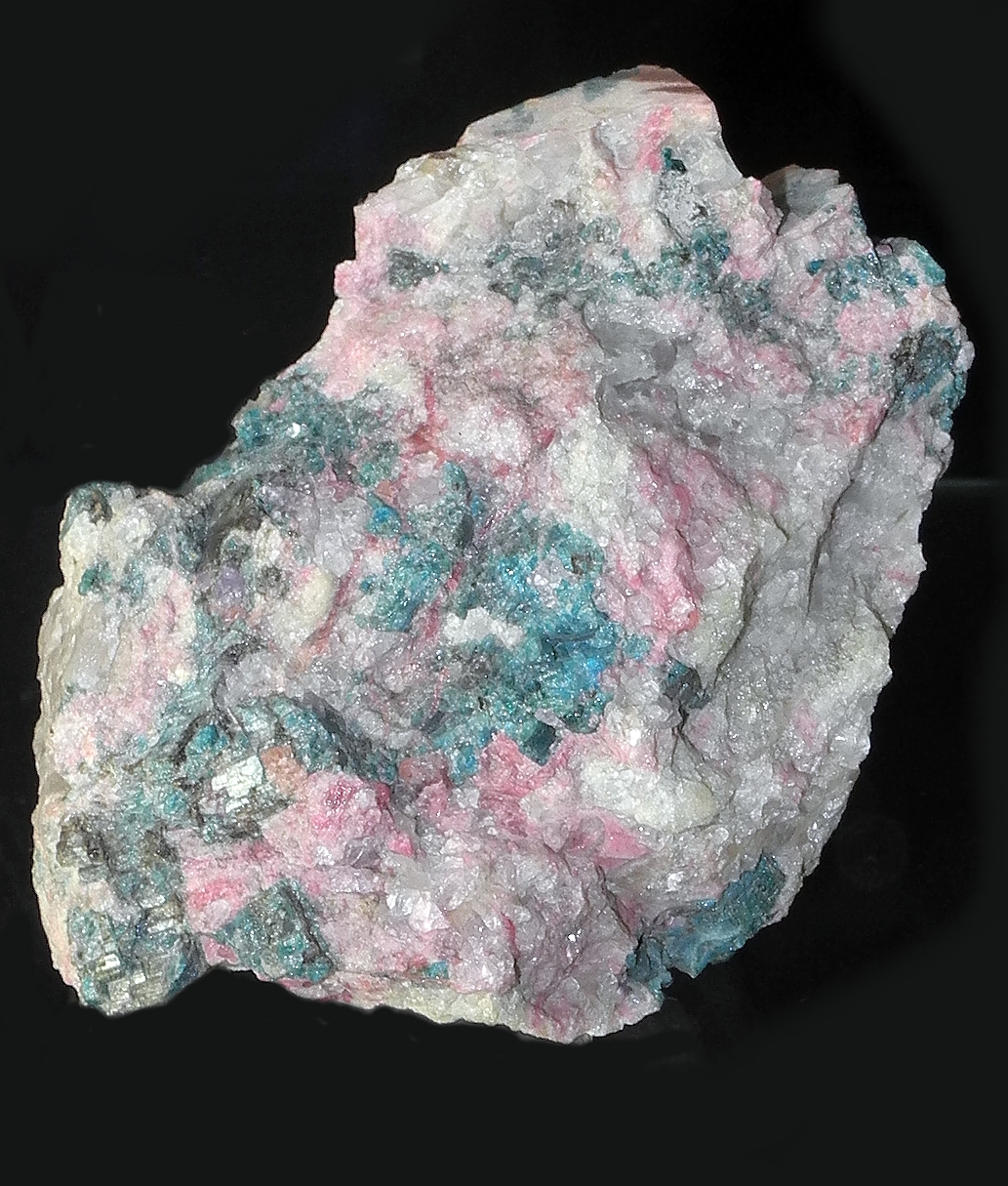
Vesuvianit
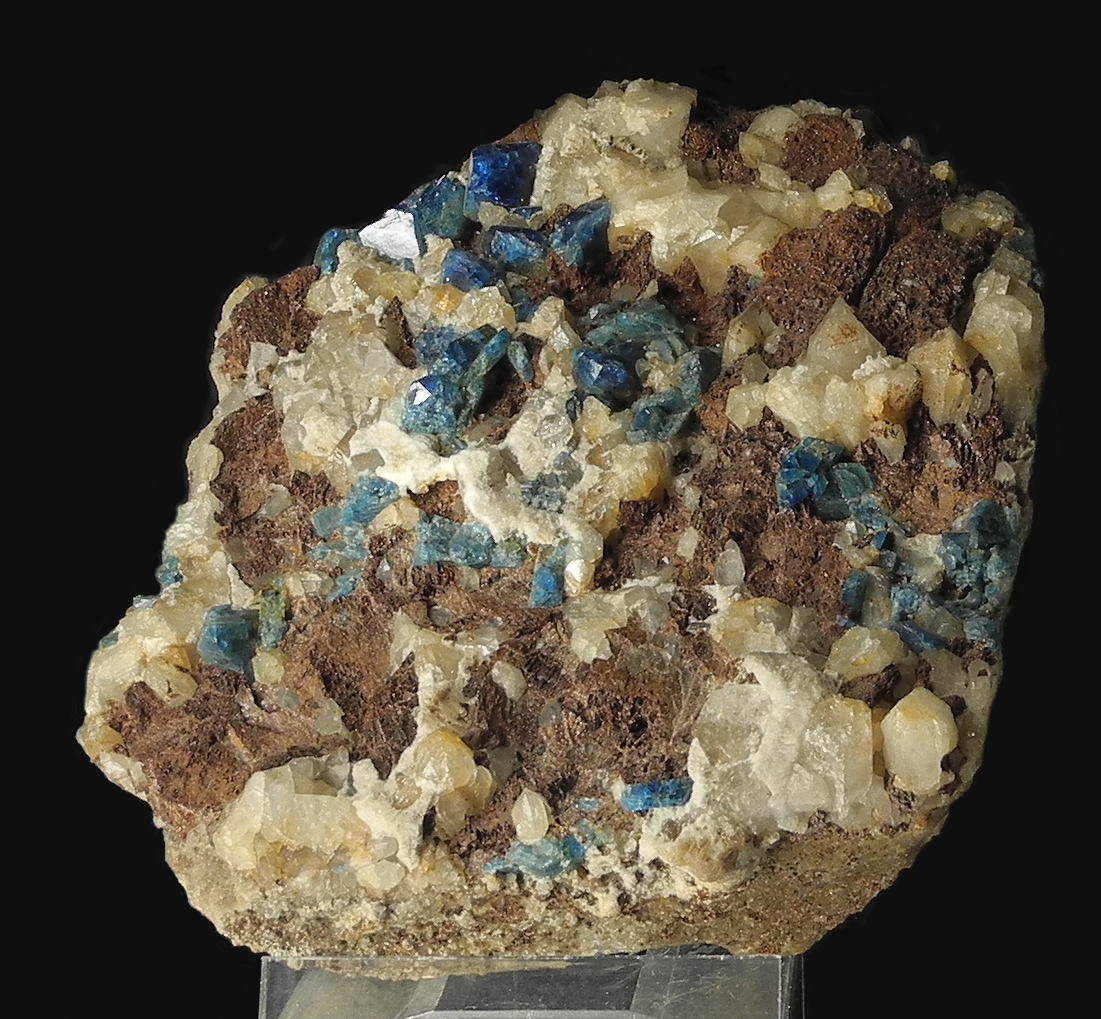
Lazulit
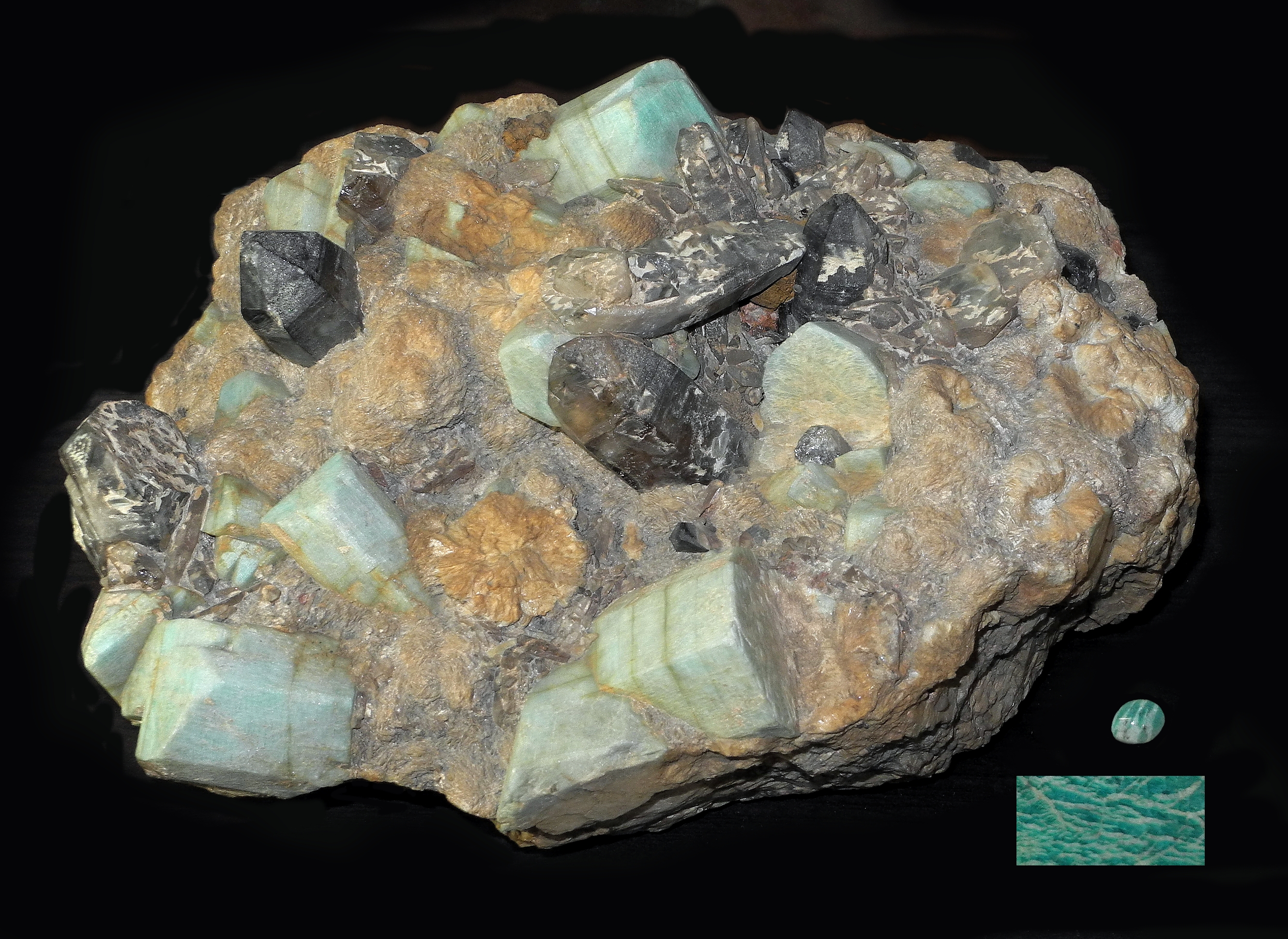
Amazonit
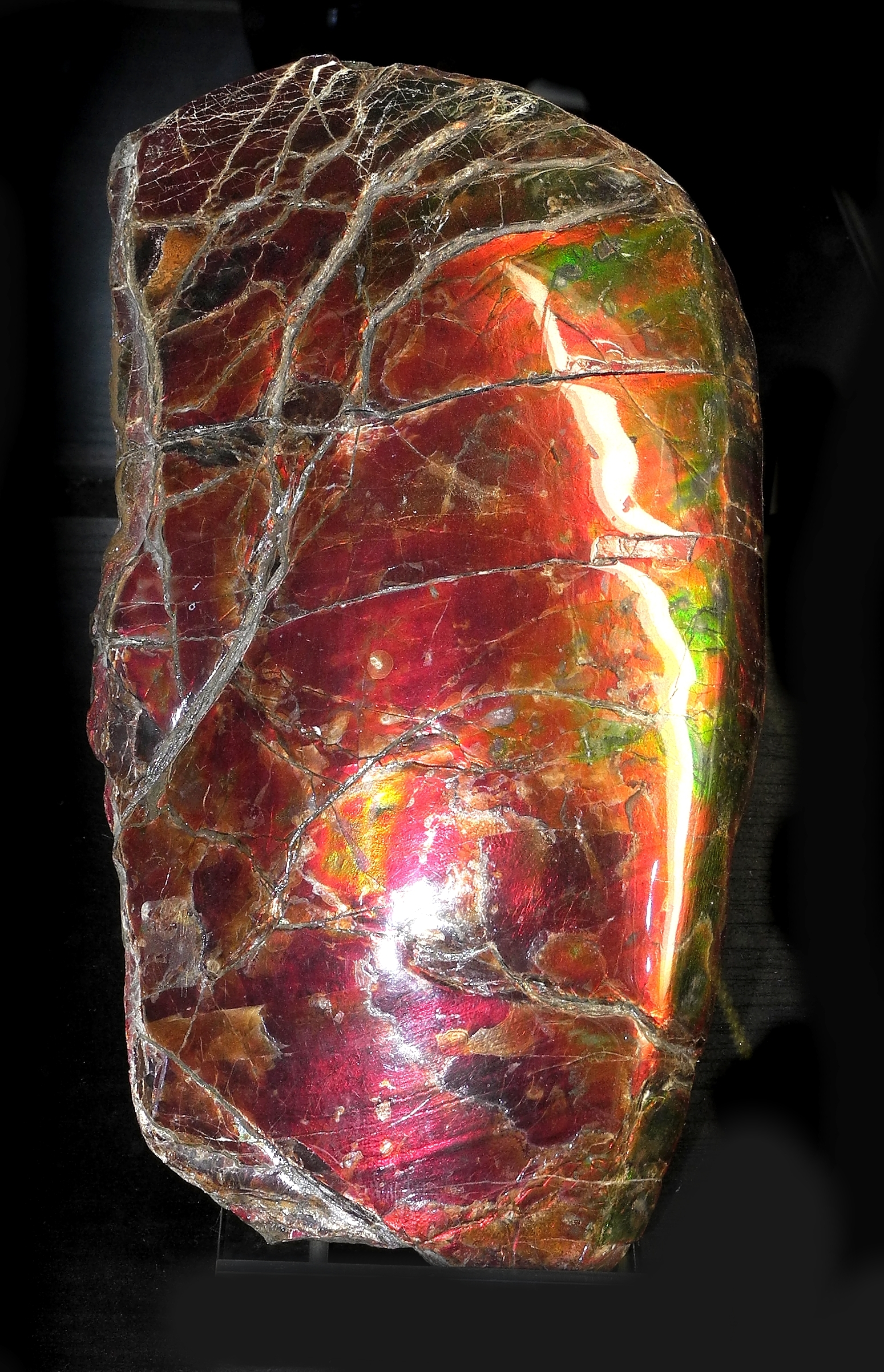
Amolit

## Giờ mở cửa
Bảo tàng Khoáng vật học Kazimierz Maślankiewicz ở Wrocław hoạt động quanh năm, mở cửa từ thứ Hai đến thứ Sáu, riêng chi nhánh tại Phố Kuźnicza mở cửa cả các ngày thứ Bảy.